# Сайсар, Хуан
Хуан Сайсар Торрес (исп. Juan Záizar Torres; 9 ноября 1933 Тамасула-де-Кордиано, Халиско, Мексика — 6 февраля 1991) — известный мексиканский певец, композитор, актёр эпизода и продюсер.

## Биография
Родился 9 ноября 1933 года в местечке Тамасула де Кордиано в Халиско, Мексика. В Тамасула Кордиано он приобщился к музыке и позже стал выступать как сольный певец, затем к ему пришла идея создать музыкальную группу составом в трио. В состав музыкальной группы входило трое исполнителей — он сам (главный солист, организатор группы), Давид Сайсар (родной брат Хуана) и Даниэль Теран (чуть позже заменённый Рефугио Кальдероном). Премьера музыкального концерта известного трио состоялась на радиостанции XEW-AM и побила все рекорды популярности. Песни трио выпускались также на виниловых грампластинках, на которых были всегда огромные спросы. В качестве композитора написал ряд музыкальных произведений: «Красное небо», «Не виноват, индеец» и ещё несколько произведений. В качестве актёра в основном мелькал в ярких эпизодических ролях, всего снялся в 6 кинокартинах — 4 фильмах и 2 телесериалах.

### Последние годы жизни
В последние годы жизни Хуан Сайсар болел и лечение ему к сожалению не помогло.
Скончался 6 февраля 1991 года.

## Фильмография

### В качестве актёра

#### СериалыТелевисы
- 1987-88 — Дикая Роза
- 1990 — Моя маленькая Соледад — Служащий

#### Мексиканские фильмы
- 1959 — Жажда любви
- 1962 — Луч Халиско (в титрах не указан)
- 1963 — Кровь в каньоне

### В качестве актёра и продюсера
- 1984 — Крест забвения